# Sarliac-sur-l'Isle
Pour les articles homonymes, voir l'Isle.
Sarliac-sur-l'Isle est une commune française située dans le département de la Dordogne, en région Nouvelle-Aquitaine.

## Géographie

### Généralités
Incluse dans l'aire d'attraction de Périgueux, la commune de Sarliac-sur-l'Isle est traversée de l'est au sud-ouest par l'Isle, principal affluent de la Dordogne.
Le bourg de Sarliac, établi sur la rive droite de l'Isle, est situé, en distances orthodromiques, 13 kilomètres au nord-est de Périgueux et 18 kilomètres au sud-ouest d'Excideuil, au croisement de la route nationale 21 et de la route départementale 705 (l'ancienne route nationale 705).
La commune est également desservie au sud par la route départementale 69. Entre Le Change (commune de Bassillac et Auberoche) et Antonne-et-Trigonant, un tronçon commun aux sentiers de grande randonnée GR 36 et GR 646 (renommé en GR 36 accès) parcourt le sud du territoire communal sur trois kilomètres et demi.

### Communes limitrophes
Sarliac-sur-l'Isle est limitrophe de six autres communes dont Escoire au sud-ouest sur 850 mètres.
|                      | Sorges et Ligueux en Périgord | Savignac-les-Églises     |
| Antonne-et-Trigonant | Sarliac-sur-l'Isle            | Saint-Vincent-sur-l'Isle |
| Escoire              | Bassillac et Auberoche        |                          |

### Géologie et relief

#### Géologie
Situé sur la plaque nord du Bassin aquitain et bordé à son extrémité nord-est par une frange du Massif central, le département de la Dordogne présente une grande diversité géologique. Les terrains sont disposés en profondeur en strates régulières, témoins d'une sédimentation sur cette ancienne plate-forme marine. Le département peut ainsi être découpé sur le plan géologique en quatre gradins différenciés selon leur âge géologique. Sarliac-sur-l'Isle est située dans le deuxième gradin à partir du nord-est, un plateau formé de roches calcaires très dures du Jurassique que la mer a déposées par sédimentation chimique carbonatée, en bancs épais et massifs.
Elle est à la fois dans le causse de Cubjac et le causse de Savignac, qui, avec le causse de Thenon, forment un ensemble de collines karstifiées dans les calcaires liasiques et jurassiques à l'est de Périgueux jusqu'à Excideuil et Thenon, d'environ 30 km N-S et 15 km O-E, coupé par les vallées de l'Isle, de l'Auvézère et de la Loue.
Les couches affleurantes sur le territoire communal sont constituées de formations superficielles du Quaternaire et de roches sédimentaires datant pour certaines du Cénozoïque, et pour d'autres du Mésozoïque. La formation la plus ancienne, notée j4, date du Callovien, une alternance de calcaires plus ou moins crayeux à pelletoïdes, oncolithes et trocholines et de calcaires oolithiques, bioclastiques et granulaires. Vers le sud, les bancs oolithiques sont plus massifs (formation de Rocamadour-Cabrerets et Saint-Géry). La formation la plus récente, notée CFp, fait partie des formations superficielles de type colluvions indifférenciées de versant, de vallon et plateaux issues d'alluvions, molasses, altérites. Le descriptif de ces couches est détaillé dans  la feuille « no 759 - Périgueux (est) » de la carte géologique au 1/50 000 de la France métropolitaine, et sa notice associée.

Carte géologique de Sarliac-sur-l'Isle.

#### Relief et paysages

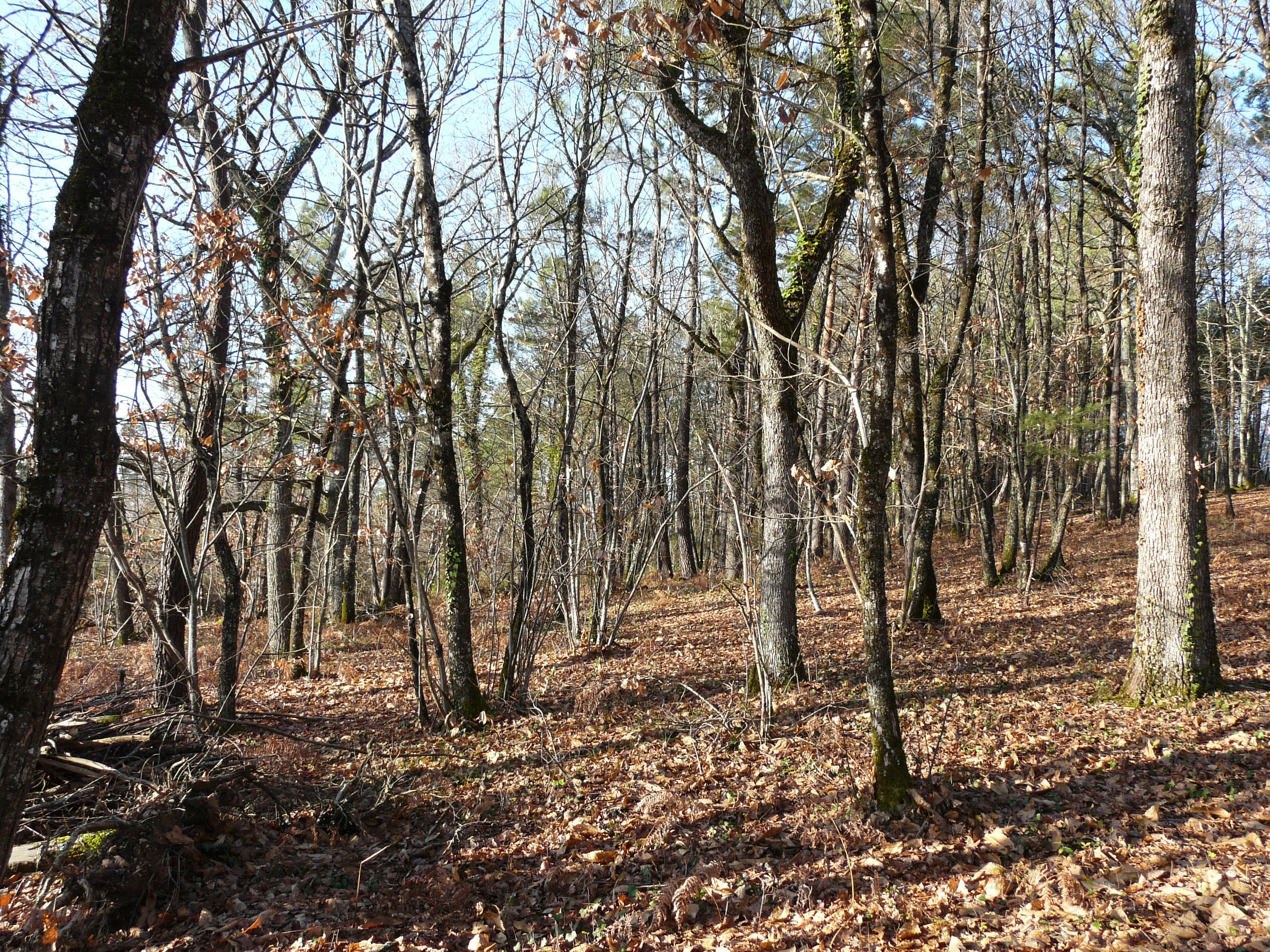
Le causse de Cubjac à Sarliac-sur-l'Isle, près de Combe Saunière.

Le département de la Dordogne se présente comme un vaste plateau incliné du nord-est (491 m, à la forêt de Vieillecour dans le Nontronnais, à Saint-Pierre-de-Frugie) au sud-ouest (2 m à Lamothe-Montravel). L'altitude du territoire communal varie quant à elle entre 97 mètres au sud-ouest là où l'Isle quitte la commune pour entrer sur celle d'Escoire, et 206 mètres, également en limite d'Escoire, 500 mètres plus au sud-est, sur les hauteurs qui séparent les vallées de l'Isle et de l'Auvézère.
Dans le cadre de la Convention européenne du paysage entrée en vigueur en France le 1er juillet 2006, renforcée par la loi du 8 août 2016 pour la reconquête de la biodiversité, de la nature et des paysages, un atlas des paysages de la Dordogne a été élaboré sous maîtrise d’ouvrage de l’État et publié en octobre 2020. Les paysages du département s'organisent en huit unités paysagères,. La commune fait partie du Périgord central, un paysage vallonné, aux horizons limités par de nombreux bois, plus ou moins denses, parsemés de prairies et de petits champs.
La superficie cadastrale de la commune publiée par l'Insee, qui sert de référence dans toutes les statistiques, est de 9,57 km2,,. La superficie géographique, issue de la BD Topo, composante du Référentiel à grande échelle produit par l'IGN, est quant à elle de 10 km2.

### Hydrographie

#### Réseau hydrographique
La commune est située dans le bassin de la Dordogne au sein du Bassin Adour-Garonne. Elle est drainée par un unique cours d'eau, l'Isle,.
L'Isle, d'une longueur totale de 255,29 km, prend sa source dans la Haute-Vienne dans la commune de Janailhac et se jette dans la Dordogne — dont elle est le principal affluent — en rive droite face à Arveyres, en limite de Fronsac et de Libourne,. Elle traverse la commune de l'est au sud-ouest sur quatre kilomètres dont plus d'un kilomètre sert de limite naturelle face à Antonne-et-Trigonant.

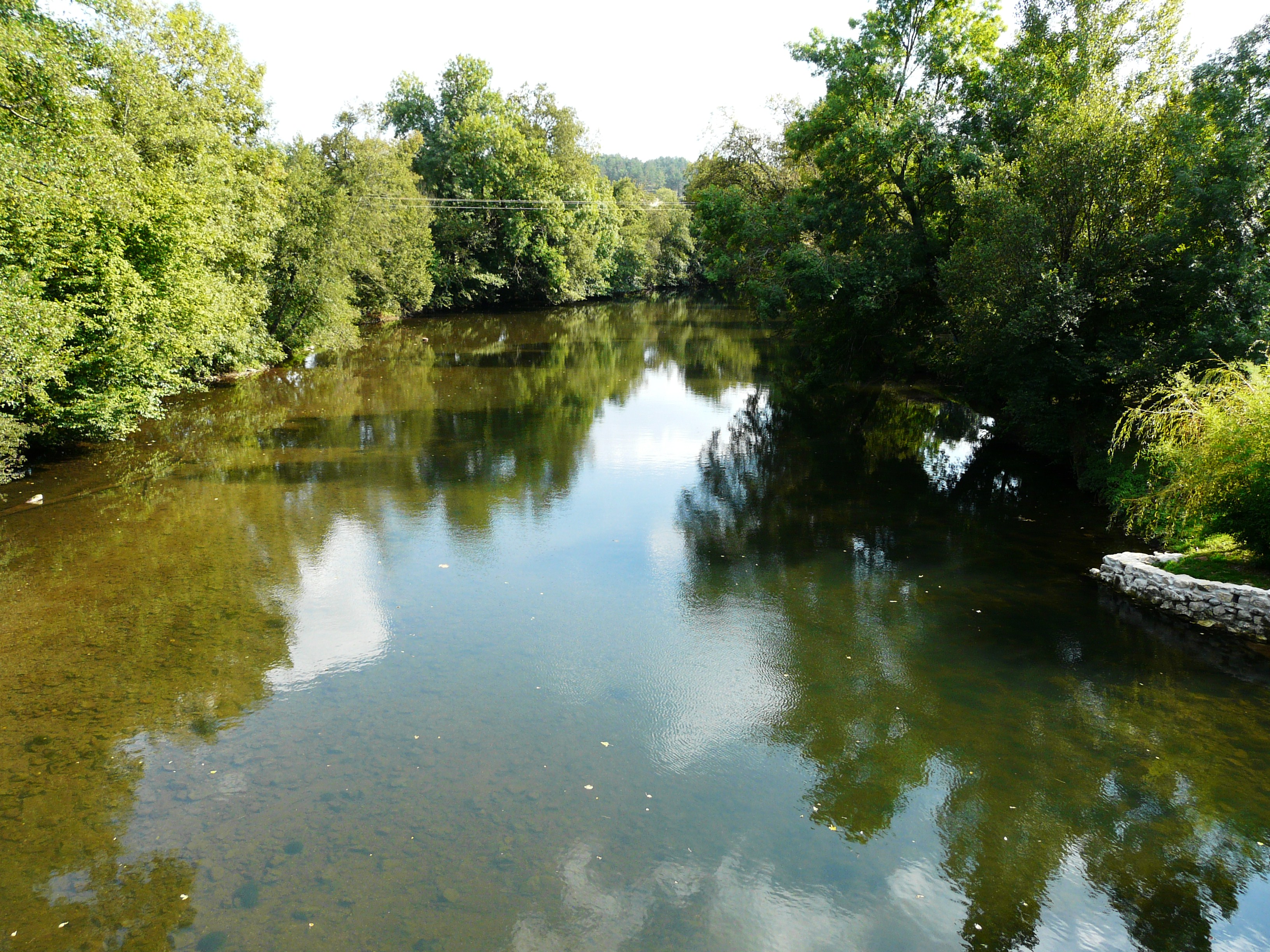
L'Isle à l'est du bourg de Sarliac.
Réseaux hydrographique et routier de Sarliac-sur-l'Isle.

#### Gestion et qualité des eaux
Le territoire communal est couvert par le schéma d'aménagement et de gestion des eaux (SAGE) « Isle - Dronne ». Ce document de planification, dont le territoire regroupe les bassins versants de l'Isle et de la Dronne, d'une superficie de 7 500 km2, a été approuvé le 2 août 2021. La structure porteuse de l'élaboration et de la mise en œuvre est l'établissement public territorial de bassin de la Dordogne (EPIDOR). Il définit sur son territoire les objectifs généraux d’utilisation, de mise en valeur et de protection quantitative et qualitative des ressources en eau superficielle et souterraine, en respect des objectifs de qualité définis dans le troisième SDAGE  du Bassin Adour-Garonne qui couvre la période 2022-2027, approuvé le 10 mars 2022.
La qualité des eaux de baignade et des cours d’eau peut être consultée sur un site dédié géré par les agences de l’eau et l’Agence française pour la biodiversité.

### Climat
Pour des articles plus généraux, voir Climat de la Nouvelle-Aquitaine et Climat de la Dordogne.
En 2010, le climat de la commune est de type climat océanique altéré, selon une étude s'appuyant sur une série de données couvrant la période 1971-2000. En 2020, Météo-France publie une typologie des climats de la France métropolitaine dans laquelle la commune est toujours exposée à un climat océanique altéré et est dans la région climatique  Aquitaine, Gascogne, caractérisée par une pluviométrie abondante au printemps, modérée en automne, un faible ensoleillement au printemps, un été chaud (19,5 °C), des vents faibles, des brouillards fréquents en automne et en hiver et des orages fréquents en été (15 à 20 jours).
Pour la période 1971-2000, la température annuelle moyenne est de 11,8 °C, avec  une amplitude thermique annuelle de 15,4 °C. Le cumul annuel moyen de précipitations est de 921 mm, avec 12,4 jours de précipitations en janvier et 7 jours en juillet. Pour la période 1991-2020, la température moyenne annuelle observée sur la station météorologique la plus proche, située sur la commune de Bassillac et Auberoche à 9 km à vol d'oiseau, est de 13,1 °C et le cumul annuel moyen de précipitations est de 480,0 mm. Pour l'avenir, les paramètres climatiques de la commune estimés pour 2050 selon différents scénarios d’émission de gaz à effet de serre sont consultables sur un site dédié publié par Météo-France en novembre 2022.

### Milieux naturels et biodiversité

#### Espaces protégés
La protection réglementaire est le mode d’intervention le plus fort pour préserver des espaces naturels remarquables et leur biodiversité associée,.
La commune fait partie du bassin de la Dordogne, un territoire d'une superficie de 24 000 km2 reconnu réserve de biosphère par l'UNESCO en juillet 2012 et se situe à la fois dans sa « zone tampon » pour la vallée de l'Isle, et dans sa « zone de transition » pour le reste du territoire communal.

#### Réseau Natura 2000
Le réseau Natura 2000 est un réseau écologique européen de sites naturels d'intérêt écologique élaboré à partir des directives habitats et oiseaux, constitué de zones spéciales de conservation (ZSC) et de zones de protection spéciale (ZPS).
Aucun site Natura 2000 n'a été défini sur la commune.

#### Zones naturelles d'intérêt écologique, faunistique et floristique

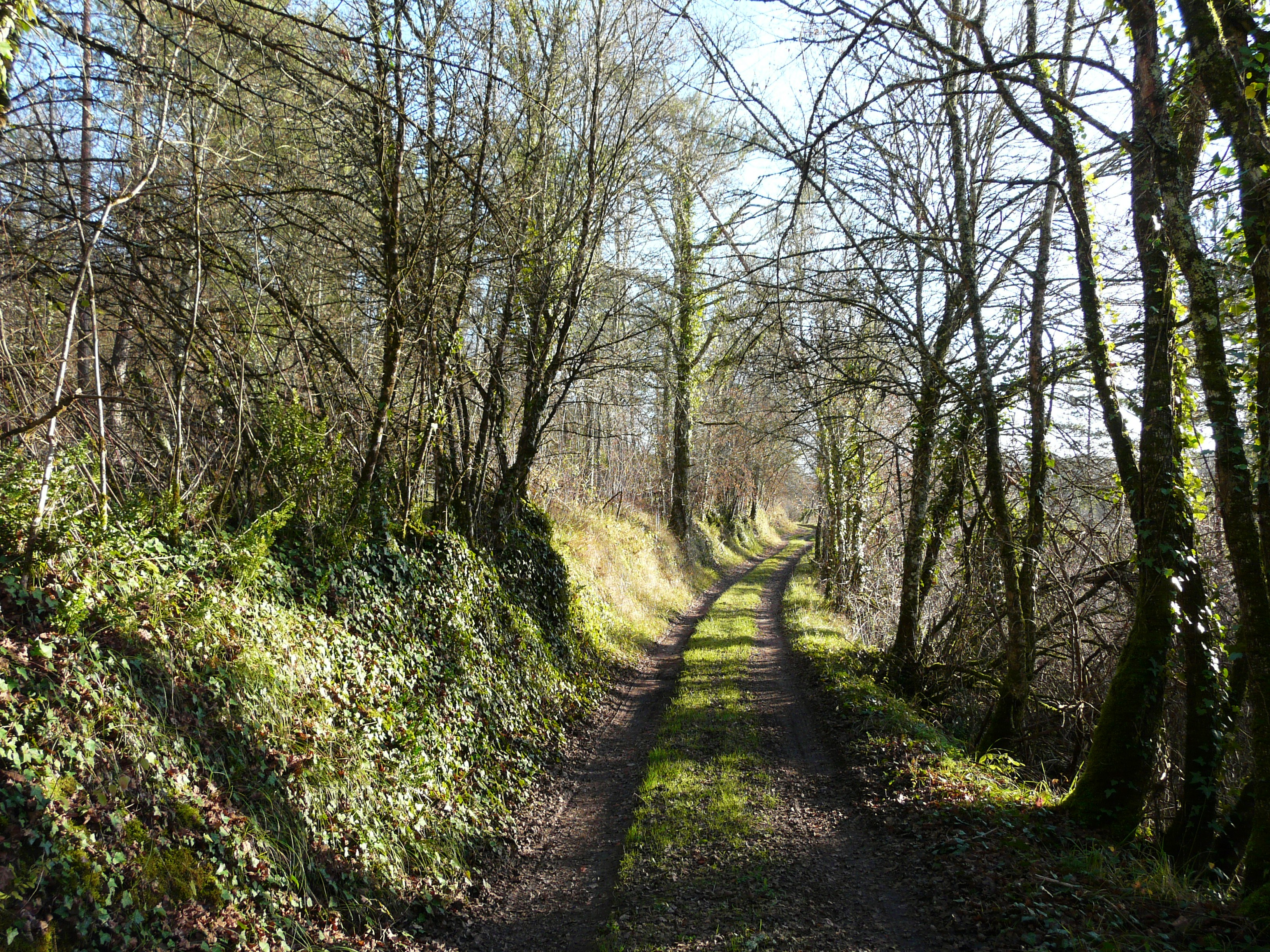
Le causse de Cubjac à Sarliac-sur-l'Isle.

L'inventaire des zones naturelles d'intérêt écologique, faunistique et floristique (ZNIEFF) a pour objectif de réaliser une couverture des zones les plus intéressantes sur le plan écologique, essentiellement dans la perspective d’améliorer la connaissance du patrimoine naturel national et de fournir aux différents décideurs un outil d’aide à la prise en compte de l’environnement dans l’aménagement du territoire.
En 2022, quatre ZNIEFF sont recensées sur la commune d’après l'INPN.
Deux ZNIEFF de type 2 sont des zones calcaires boisées :
- le « causse de Cubjac » concerne les coteaux en rive droite de l'Auvézère et ceux en rive gauche de l'Isle et de son affluent, la Loue, sur treize communes, depuis Escoire au sud-ouest jusqu'à Saint-Raphaël au nord-est, et notamment en rive gauche de l'Isle, les coteaux au sud de la commune s'étendant sur environ 2,5 km2[31]. L'intérêt majeur de cette ZNIEFF réside dans la présence d'une espèce déterminante de plantes, la Spirée à feuilles de millepertuis (Spiraea hypericifolia subsp. obovata), et une autre espèce de plantes protégée au titre de la Directive habitats de l'Union européenne, le Poirier à feuilles en cœur (Pyrus cordata)[32] ;
- le « causse de Savignac » concerne les coteaux en rive droite de l'Isle, sur huit communes, depuis Sarliac-sur-l'Isle au sud-ouest jusqu'à Négrondes au nord, et notamment les coteaux au nord de la commune s'étendant sur plus de 3 km2[33]. L'intérêt majeur de cette ZNIEFF réside dans la présence de la même espèce déterminante de plantes : la Spirée à feuilles de millepertuis[34].
- autre ZNIEFF de type 2, le site forêt domaniale de Lanmary et alentours, est une zone où s'épanouissent nombre d'orchidées et de fougères, qui déborde légèrement sur le nord-ouest du territoire communal (sur environ 26 hectares)[35],[36].

La vallée de l'Isle depuis la Ferronie, au sud du bourg de Sarliac, jusqu'à son entrée sur la commune d'Escoire, zone de bocage et de prairies humides, est une ZNIEFF de type 1,.

## Urbanisme

### Typologie
Au 1er janvier 2024, Sarliac-sur-l'Isle est catégorisée commune rurale à habitat dispersé, selon la nouvelle grille communale de densité à 7 niveaux définie par l'Insee en 2022.
Elle est située hors unité urbaine. Par ailleurs la commune fait partie de l'aire d'attraction de Périgueux, dont elle est une commune de la couronne,. Cette aire, qui regroupe 49 communes, est catégorisée dans les aires de 50 000 à moins de 200 000 habitants,.

### Occupation des sols
L'occupation des sols de la commune, telle qu'elle ressort de la base de données européenne d’occupation biophysique des sols Corine Land Cover (CLC), est marquée par l'importance des forêts et milieux semi-naturels (58,1 % en 2018), une proportion sensiblement équivalente à celle de 1990 (57,6 %). La répartition détaillée en 2018 est la suivante : 
forêts (54,8 %), zones agricoles hétérogènes (22,3 %), zones urbanisées (7 %), prairies (6,9 %), terres arables (5,7 %), milieux à végétation arbustive et/ou herbacée (3,3 %). L'évolution de l’occupation des sols de la commune et de ses infrastructures peut être observée sur les différentes représentations cartographiques du territoire : la carte de Cassini (XVIIIe siècle), la carte d'état-major (1820-1866) et les cartes ou photos aériennes de l'IGN pour la période actuelle (1950 à aujourd'hui).

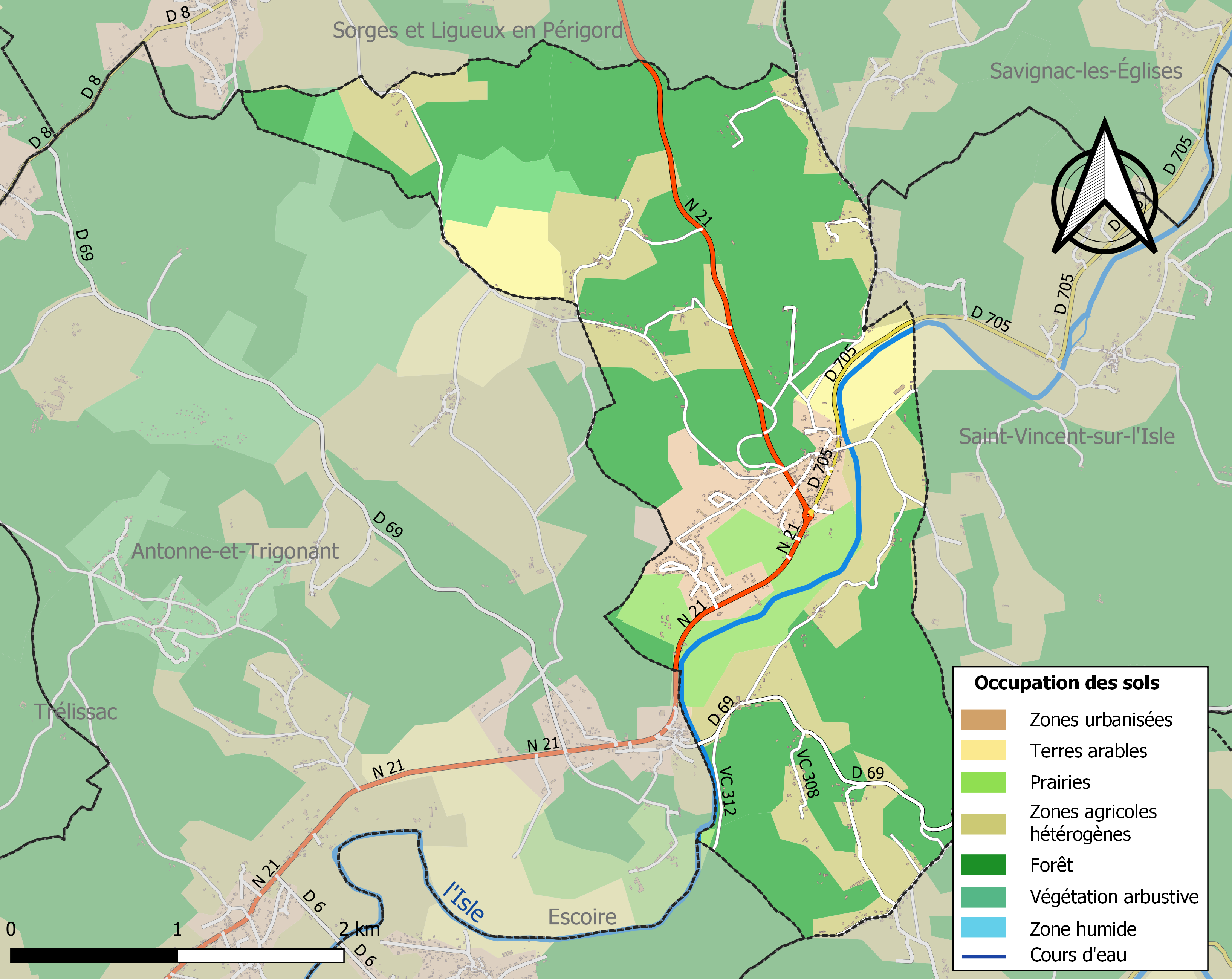
Carte des infrastructures et de l'occupation des sols de la commune en 2018 (CLC).

### Villages, hameaux et lieux-dits
Outre le bourg de Sarliac-sur-l'Isle proprement dit, le territoire communal se compose de villages ou de hameaux, ainsi que de lieux-dits :
- les Acacias
- Adoux
- le Baleytier
- la Bonnetie
- la Brande
- le Brugeaud
- le Buis
- le Cheyron
- le Claud
- Combe de la Barge
- Combe Saunière
- la Dulgarie
- la Ferronnie
- la Gardette
- les Giroux
- le Got
- Grand Roc
- les Grands Bois
- Grézignac
- Lavy
- la Mandavigne
- la Mandavigne Haute
- le Plateau
- Tête Sèche
- les Truffières
- la Vigerie
- le Vimené.

### Prévention des risques
Le territoire de la commune de Sarliac-sur-l'Isle est vulnérable à différents aléas naturels : météorologiques (tempête, orage, neige, grand froid, canicule ou sécheresse), inondations, feux de forêts, mouvements de terrains et séisme (sismicité très faible). Il est également exposé à un risque technologique, le transport de matières dangereuses. Un site publié par le BRGM permet d'évaluer simplement et rapidement les risques d'un bien localisé soit par son adresse soit par le numéro de sa parcelle.

#### Risques naturels
Certaines parties du territoire communal sont susceptibles d’être affectées par le risque d’inondation par débordement de cours d'eau, notamment l'Isle. La commune a été reconnue en état de catastrophe naturelle au titre des dommages causés par les inondations et coulées de boue survenues en 1982, 1988, 1993, 1999, 2004 et 2008,.
Un plan de prévention du risque inondation (PPRI) a été approuvé en 2016 pour l'Isle en amont de Trélissac, impactant les rives de ce cours d'eau qui traverse la commune du nord-est au sud-ouest, et notamment le bourg de Sarliac,
Sarliac-sur-l'Isle est exposée au risque de feu de forêt. L’arrêté préfectoral du 14 mars 2013 fixe les conditions de pratique des incinérations et de brûlage dans un objectif de réduire le risque de départs d’incendie. À ce titre, des périodes sont déterminées : interdiction totale du 15 février au 15 mai et du 15 juin au 15 octobre, utilisation réglementée du 16 mai au 14 juin et du 16 octobre au 14 février. En septembre 2020, un plan inter-départemental de protection des forêts contre les incendies (PidPFCI) a été adopté pour la période 2019-2029,.

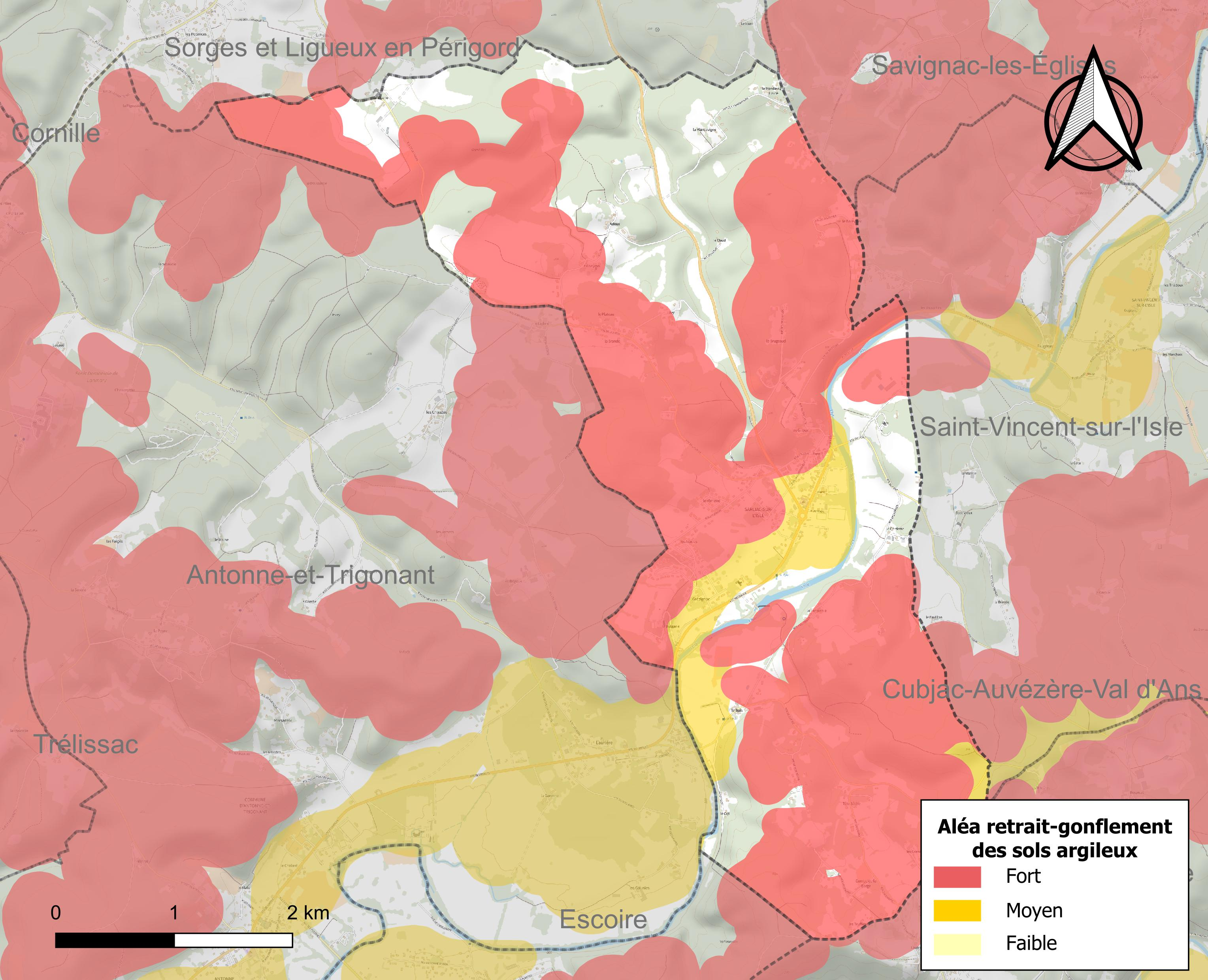
Carte des zones d'aléa retrait-gonflement des sols argileux de Sarliac-sur-l'Isle.

Les mouvements de terrains susceptibles de se produire sur la commune sont des tassements différentiels. Le retrait-gonflement des sols argileux est susceptible d'engendrer des dommages importants aux bâtiments en cas d’alternance de périodes de sécheresse et de pluie. 71,3 % de la superficie communale est en aléa moyen ou fort (58,6 % au niveau départemental et 48,5 % au niveau national métropolitain). Depuis le 1er octobre 2020, en application de la loi ÉLAN, différentes contraintes s'imposent aux vendeurs, maîtres d'ouvrages ou constructeurs de biens situés dans une zone classée en aléa moyen ou fort,.
La commune a été reconnue en état de catastrophe naturelle au titre des dommages causés par la sécheresse en 1989, 1992, 2005 et 2011 et par des mouvements de terrain en 1999.

## Toponymie
Le nom de la commune provient du nom d'un personnage d'origine gallo-romane, Cærellius, suivi du suffixe -acum, indiquant le « domaine de Cærellius ». La seconde partie du nom, l'Isle, se réfère à l'important cours d'eau qui baigne le territoire communal.
En occitan, la commune porte le nom de Sarlhac d'Eila.

## Histoire
Le territoire communal est occupé dès l'époque gallo-romaine.
La plus ancienne mention écrite connue du lieu concerne son église et remonte à l'an 1120 sous la forme Sanctus Petrus de Sarlhac, dans une bulle du pape Calixte II qui précise que cette église dépend de l'abbaye de Tourtoirac.
Au Moyen Âge (XIVe siècle), la paroisse de Sarliac (Sarlhac) dépendait de la châtellenie d'Auberoche.
Sur la carte de Cassini représentant la France entre 1756 et 1789, le village est identifié sous le nom de Sarliat.
Sarliac fait partie des nombreuses communes créées à la Révolution française, succédant à une paroisse du diocèse de Périgueux. En 1907, la commune de Sarliac prend le nom de Sarliac-sur-l'Isle.

## Politique et administration

### Rattachements administratifs
La commune de Sarliac-sur-l'Isle (appelée dans un premier temps « Sarliac ») a été rattachée, dès 1790, au canton d'Antonne qui dépendait du district de Perigueux. Les districts sont supprimés en 1795 et le canton d'Antonne en 1800. La commune est alors rattachée au canton de Savignac-les-Églises dépendant de l'arrondissement de Périgueux.
Dans le cadre de la réforme de 2014 définie par le décret du 21 février 2014, ce canton disparaît aux élections départementales de mars 2015. La commune est alors rattachée au canton de Trélissac.
Pour les élections législatives, la commune fait partie de la troisième circonscription de la Dordogne.

### Intercommunalité
Le 27 décembre 2001, la commune adhère à la communauté de communes des Villages truffiers des portes de Périgueux. Cette intercommunalité étant dissoute au 31 décembre 2011, Sarliac-sur-l'Isle rejoint la communauté d'agglomération périgourdine le 1er janvier 2012. Celle-ci disparaît le 31 décembre 2013, remplacée au 1er janvier 2014 par une nouvelle intercommunalité élargie : Le Grand Périgueux.

### Administration municipale
La population de la commune étant comprise entre 500 et 1 499 habitants au recensement de 2017, quinze conseillers municipaux ont été élus en 2020,.

### Liste des maires

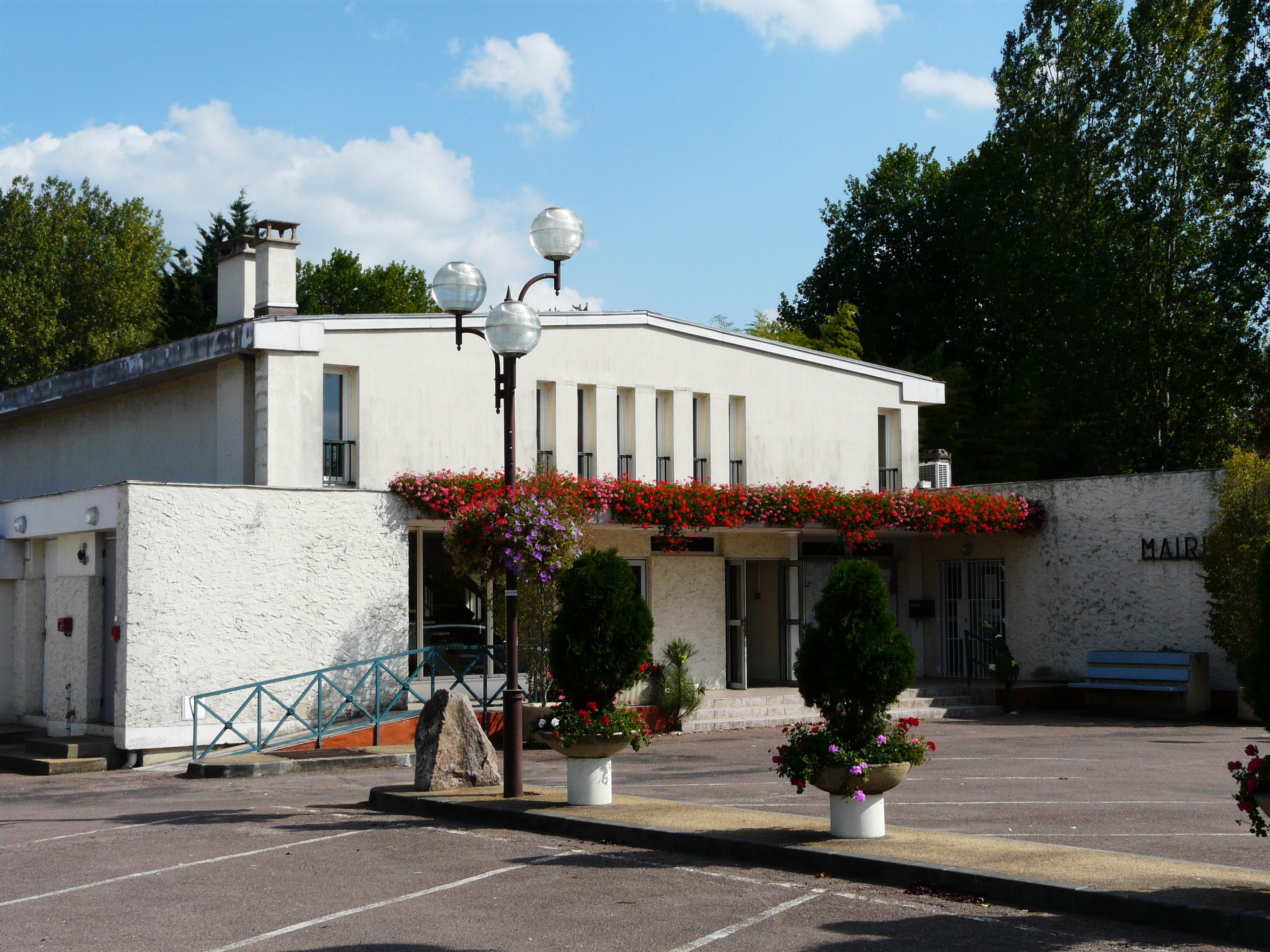
La mairie en 2009.

| Période                                  | Période        | Identité                             | Étiquette  | Qualité                               |
| ---------------------------------------- | -------------- | ------------------------------------ | ---------- | ------------------------------------- |
| Les données manquantes sont à compléter. |                |                                      |            |                                       |
|                                          |                |                                      |            |                                       |
| (1890 ou avant)                          | (1896 ou 1897) | François Léon du Cheyron du Pavillon |            |                                       |
| (1896 ou 1897)                           | février 1897   | Guillaume Pariset                    |            | Adjoint faisant fonctions de maire    |
| février 1897                             | 1932           | Clément Cazaud                       | Rad. ind.  | Conseiller général Député             |
| juillet 1932                             | 1941           | Adrien Prouillac                     |            |                                       |
| 1941                                     | octobre 1944   | Délégation spéciale                  |            |                                       |
| octobre 1944                             | juin 1950      | Adrien Prouillac                     |            |                                       |
| juillet 1950                             | mars 1965      | Joseph Garreytte                     |            |                                       |
| mars 1965                                | mars 2001      | Georges Delbigot                     | DVD        | Conseiller général                    |
| mars 2001                                | mai 2004       | Michel Lafaye                        |            |                                       |
| juillet 2004                             | mars 2008      | Gérard Boissière                     |            |                                       |
| mars 2008 (réélu en mai 2020)            | En cours       | Alain Buffière                       | SE puis PS | Conseiller à la Chambre d'agriculture |

## Équipements et services publics

### Enseignement
Fin 2023, la commune est dotée d'une école primaire publique.

### Justice
En 2023, dans le domaine judiciaire, Sarliac-sur-l'Isle relève : 
- du tribunal judiciaire, du tribunal pour enfants, du conseil de prud'hommes et du tribunal de commerce de Périgueux ;
- du pôle Nationalité du tribunal judiciaire de Périgueux (compétent uniquement dans le domaine de la nationalité) ;
- de la cour d'appel, du tribunal administratif et de la  cour administrative d'appel de Bordeaux.

## Population et société

### Démographie
Les habitants de Sarliac-sur-l'Isle se nomment les Sarliacois.
L'évolution du nombre d'habitants est connue à travers les recensements de la population effectués dans la commune depuis 1793. Pour les communes de moins de 10 000 habitants, une enquête de recensement portant sur toute la population est réalisée tous les cinq ans, les populations de référence des années intermédiaires étant quant à elles estimées par interpolation ou extrapolation. Pour la commune, le premier recensement exhaustif entrant dans le cadre du nouveau dispositif a été réalisé en 2005.

En 2022, la commune comptait 1 050 habitants, en évolution de +2,14 % par rapport à 2016 (Dordogne : +0,37 %, France hors Mayotte : +2,11 %).
| 1793 | 1800 | 1806 | 1821 | 1831 | 1836 | 1841 | 1846 | 1851 |
| ---- | ---- | ---- | ---- | ---- | ---- | ---- | ---- | ---- |
| 333  | 327  | 321  | 328  | 374  | 416  | 386  | 406  | 437  |

| 1856 | 1861 | 1866 | 1872 | 1876 | 1881 | 1886 | 1891 | 1896 |
| ---- | ---- | ---- | ---- | ---- | ---- | ---- | ---- | ---- |
| 425  | 382  | 409  | 401  | 419  | 424  | 406  | 392  | 354  |

| 1901 | 1906 | 1911 | 1921 | 1926 | 1931 | 1936 | 1946 | 1954 |
| ---- | ---- | ---- | ---- | ---- | ---- | ---- | ---- | ---- |
| 360  | 373  | 337  | 306  | 328  | 314  | 336  | 373  | 351  |

| 1962 | 1968 | 1975 | 1982 | 1990 | 1999 | 2005 | 2006  | 2010  |
| ---- | ---- | ---- | ---- | ---- | ---- | ---- | ----- | ----- |
| 341  | 414  | 561  | 730  | 798  | 885  | 978  | 1 004 | 1 029 |

| 2015  | 2020  | 2022  | - | - | - | - | - | - |
| ----- | ----- | ----- | - | - | - | - | - | - |
| 1 032 | 1 031 | 1 050 | - | - | - | - | - | - |

## Économie

### Emploi
En 2021, parmi la population communale comprise entre 15 et 64 ans, les actifs représentent 485 personnes, soit 46,8 % de la population municipale. Le nombre de chômeurs (54) a diminué par rapport à 2015 (62) et le taux de chômage de cette population active s'établit à 11,2 %.

### Activités hors agriculture

#### Secteurs d'activité
61 établissements marchands non agricoles sont économiquement actifs en 2021 à Sarliac-sur-l'Isle,.
| Secteur d'activité                                                                                        | Commune | Commune | Département |
| Secteur d'activité                                                                                        | Nombre  | %       | %           |
| --- | ------- | ------- | ----------- |
| Ensemble                                                                                                  | 61      | 100 %   | (100 %)     |
| Industrie manufacturière, industries extractives et autres                                                | 7       | 11,5 %  | (8,4 %)     |
| Construction                                                                                              | 13      | 21,3 %  | (13,4 %)    |
| Commerce de gros et de détail, transports, hébergement et restauration                                    | 14      | 23,0 %  | (28,2 %)    |
| Information et communication                                                                              | 0       | 0,0 %   | (1,8 %)     |
| Activités financières et d'assurance                                                                      | 3       | 4,9 %   | (3,6 %)     |
| Activités immobilières                                                                                    | 2       | 3,3 %   | (6,7 %)     |
| Activités spécialisées, scientifiques et techniques et activités de services administratifs et de soutien | 4       | 6,6 %   | (15 %)      |
| Administration publique, enseignement, santé humaine et action sociale                                    | 9       | 14,8 %  | (12,8 %)    |
| Autres activités de services                                                                              | 9       | 14,8 %  | (10,1 %)    |

Le secteur du commerce de gros et de détail, des transports, de l'hébergement et de la restauration est prépondérant sur la commune puisqu'il représente 23 % du nombre total d'établissements de la commune (14 sur les 61 entreprises implantées à Sarliac-sur-l'Isle), contre 28,2 % au niveau départemental. Il devance de peu le secteur de la construction à 21,3 % (avec 13 entreprises à Sarliac-sur-l'Isle) contre 13,4 % au niveau départemental.

#### Entreprises et commerces
Les deux entreprises ayant leur siège social sur le territoire communal qui ont généré le plus de chiffre d'affaires en 2023 sont :
- « SAM Ba », (activités des sociétés holding avec 170 k€) ;
- « Holding Cyril Dalix », (activités des sociétés holding avec 103 k€).

### Agriculture
La commune est dans le « Périgord blanc », une petite région agricole dans le département de la Dordogne. En 2020, l'orientation technico-économique de l'agriculture  sur la commune est l'élevage ovin ou caprin. 
|               | 1988 | 2000 | 2010 | 2020 |
| ------------- | ---- | ---- | ---- | ---- |
| Exploitations | 9    | 4    | 3    | 4    |
| SAU (ha)      | 335  | 246  | 74   | 182  |

Le nombre d'exploitations agricoles en activité et ayant leur siège dans la commune est passé de 9 lors du recensement agricole de 1988 à 4 en 2000 puis à 3 en 2010 et enfin à 4 en 2020, soit une baisse de 56 % en 32 ans. Le même mouvement est observé à l'échelle du département qui a perdu pendant cette période 60 % de ses exploitations (passant de 15 825 à 6 330),. La surface agricole utilisée sur la commune a également diminué, passant de 335 ha en 1988 à 182 ha en 2020. Parallèlement, la surface agricole utilisée moyenne par exploitation a légèrement augmenté, passant de 37 à 46 ha.

## Culture locale et patrimoine

### Patrimoine civil
- Château de la Bonnetie, XVIe siècle, inscrit au titre des monuments historiques depuis 1947 pour sa tourelle[83], propriété privée. Il possède également un pigeonnier du XVIIe siècle[84].
- Château de la Vigerie, implanté sur Sorges (commune de Sorges et Ligueux en Périgord) avec une partie du domaine sur Sarliac-sur-l'Isle[85], propriété privée.
- Manoir du Cheyron, XVIe siècle[86], propriété privée.
- Château (ou manoir) de la Dulgarie et son pigeonnier, XVIIIe siècle[87], propriété privée.
- Manoir de Grézignac, XVe siècle, inscrit au titre des monuments historiques depuis 1969 pour ses façades et toitures[88], propriété privée.
- Manoir de Sarliac dans le bourg[89], propriété privée.
- Grotte de Combe Saunière, habitat paléolithique, inscrite au titre des monuments historiques depuis 1996[90], propriété de l'État. Les collections sont présentées au Musée national de Préhistoire (Les Eyzies, Dordogne)[91].
- Le monument aux morts est inscrit au titre des monuments historiques depuis 2014[92].

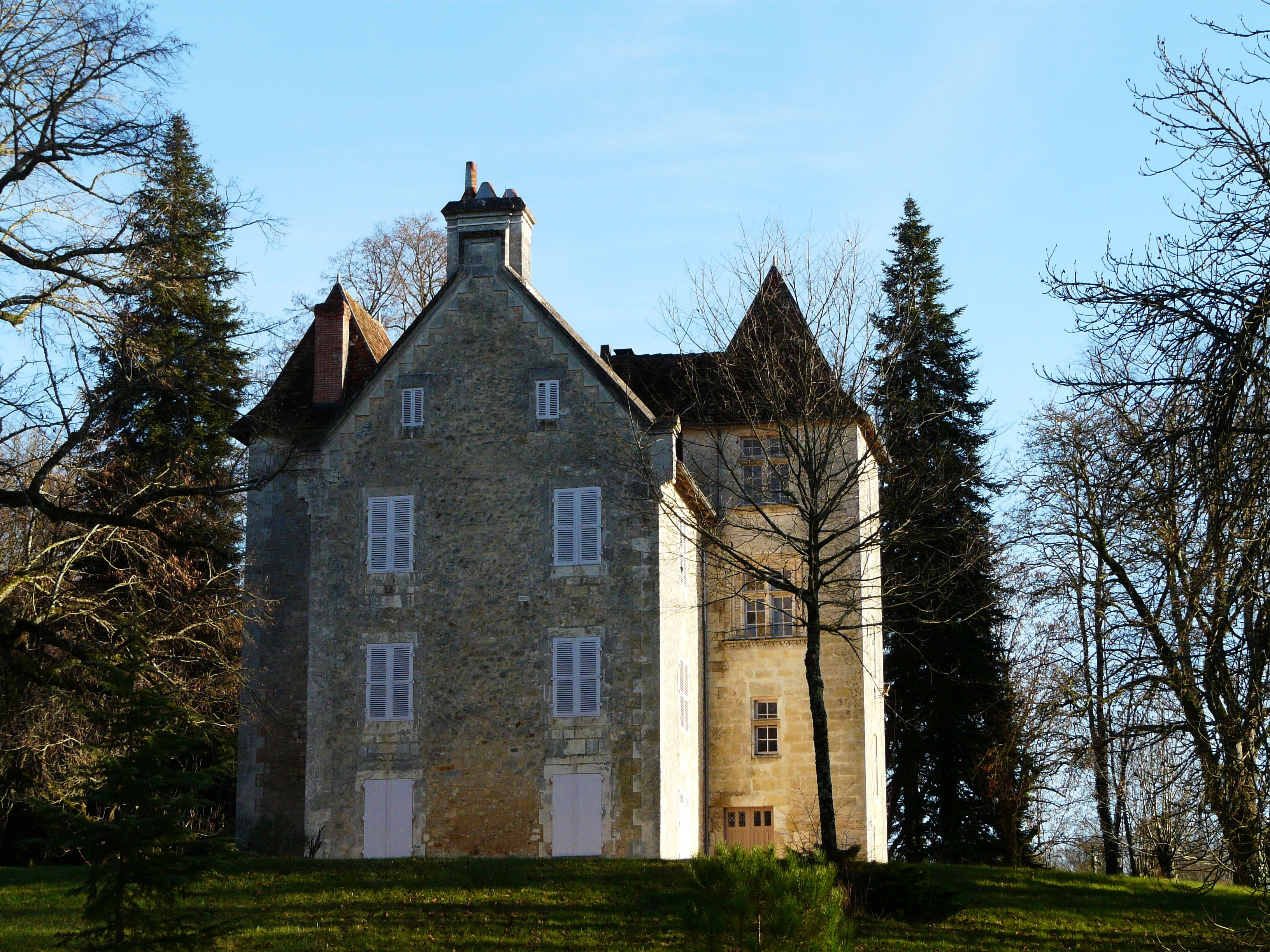
Le château de la Bonnetie.
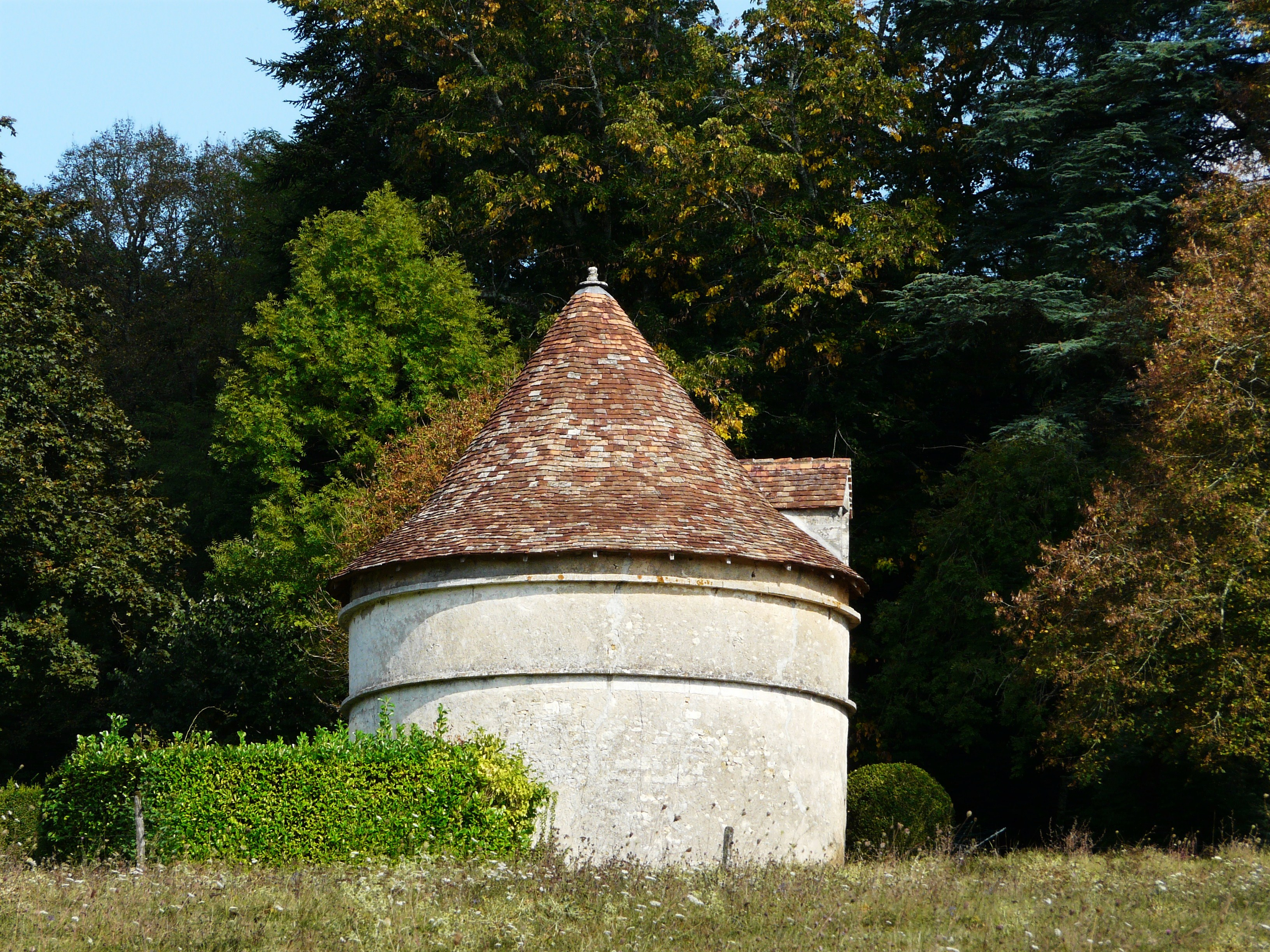
Le pigeonnier de la Bonnetie.
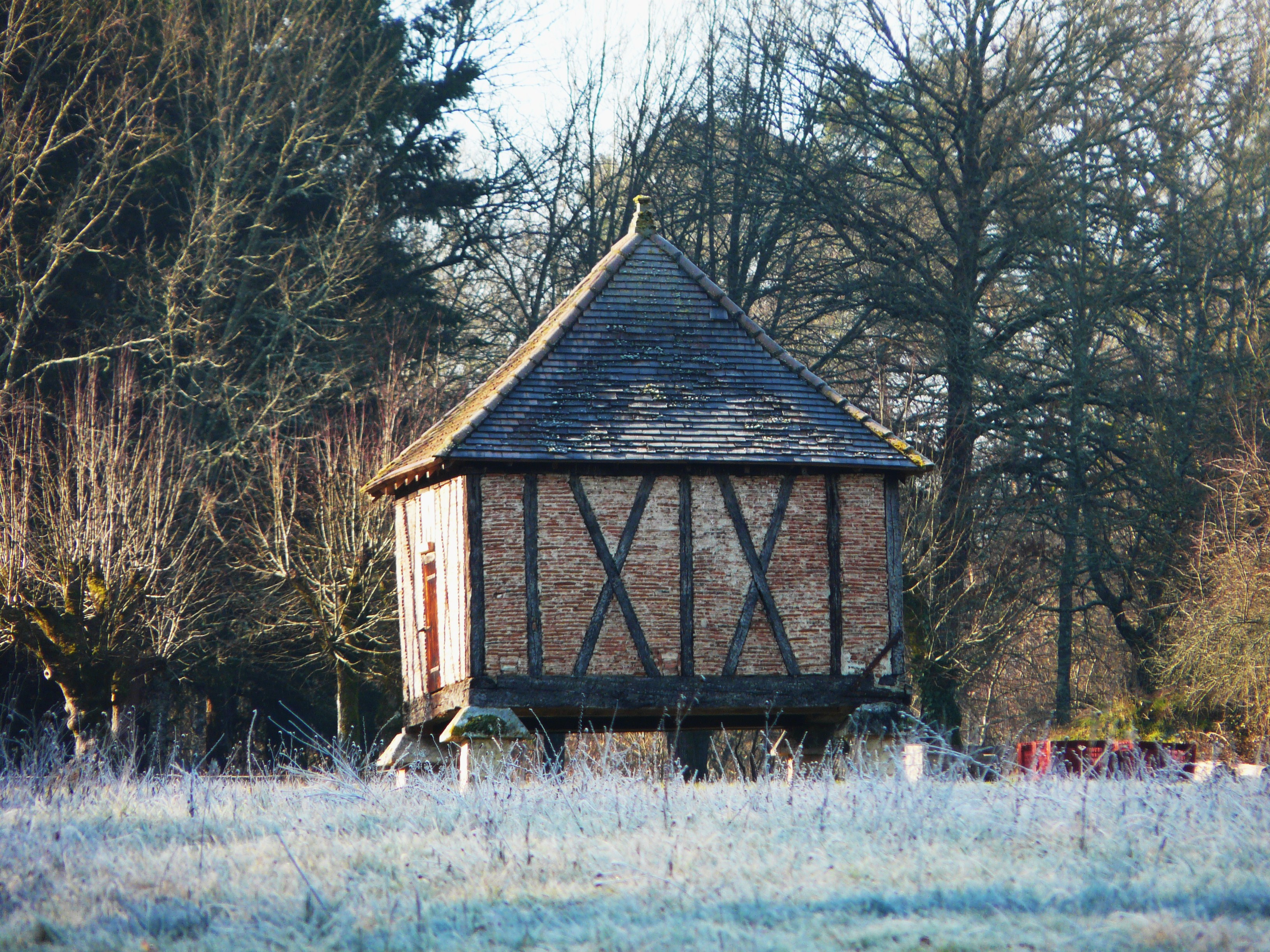
Le pigeonnier de la Dulgarie.
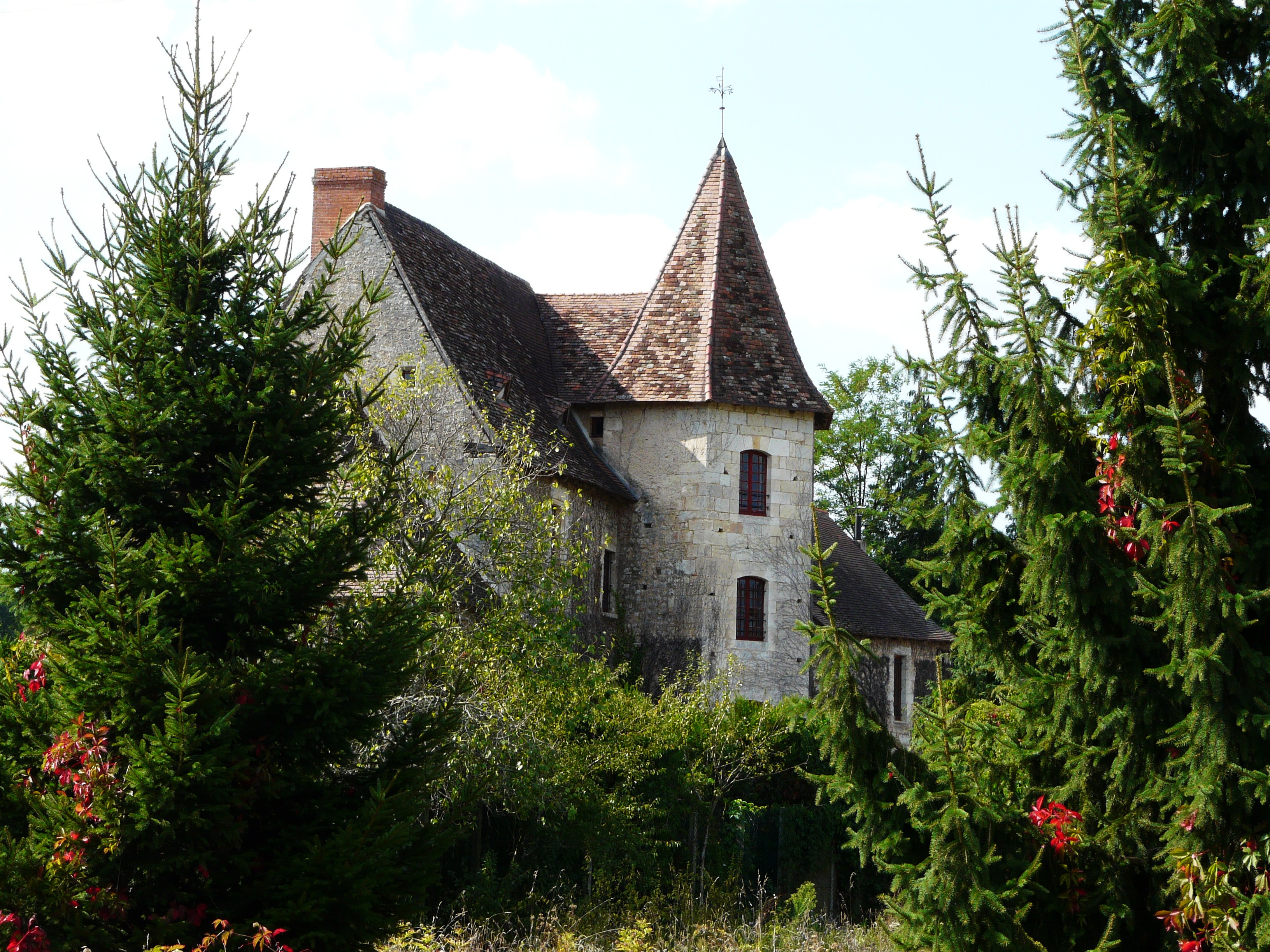
Le manoir de Grézignac.
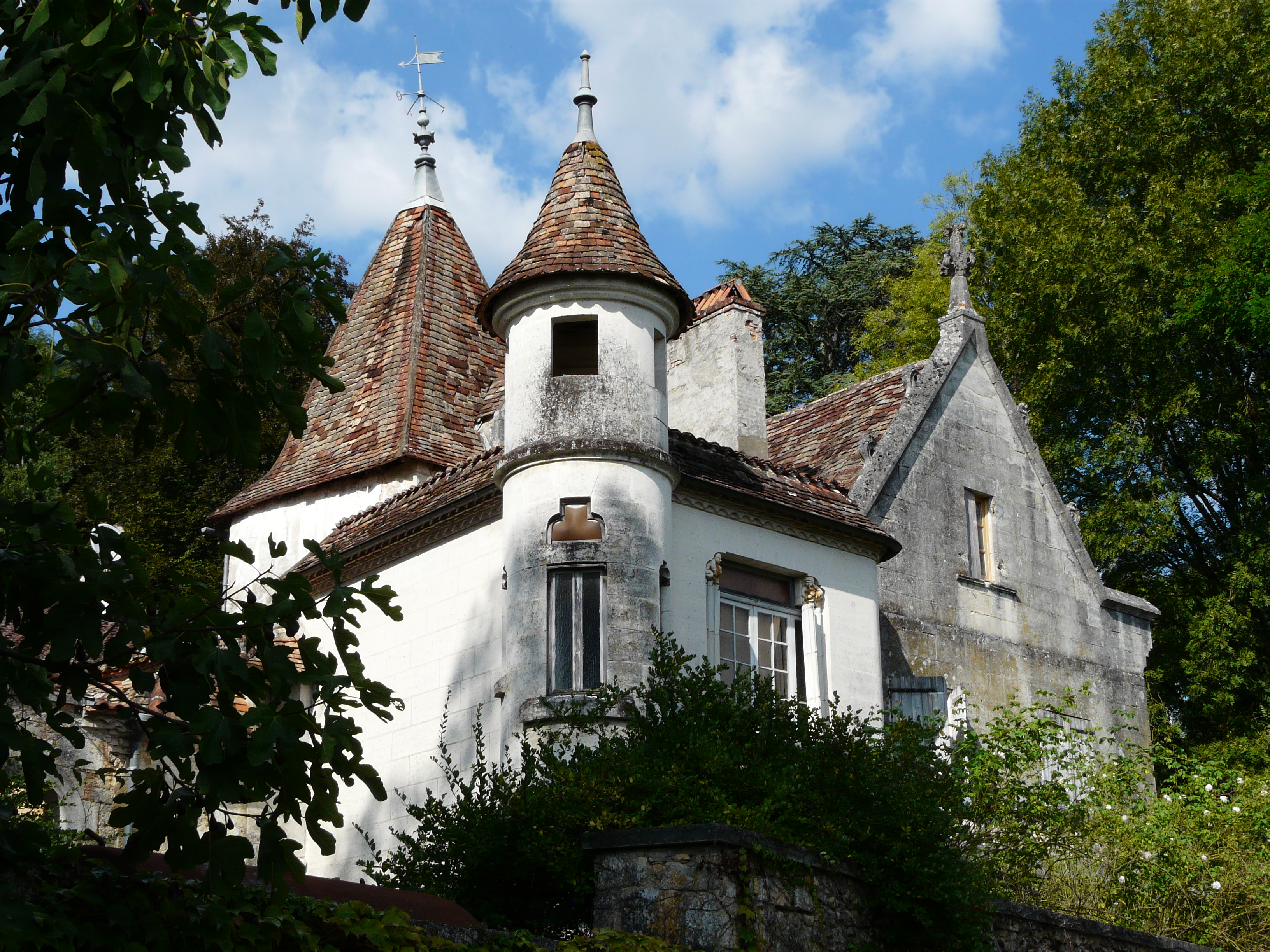
Le manoir de Sarliac.
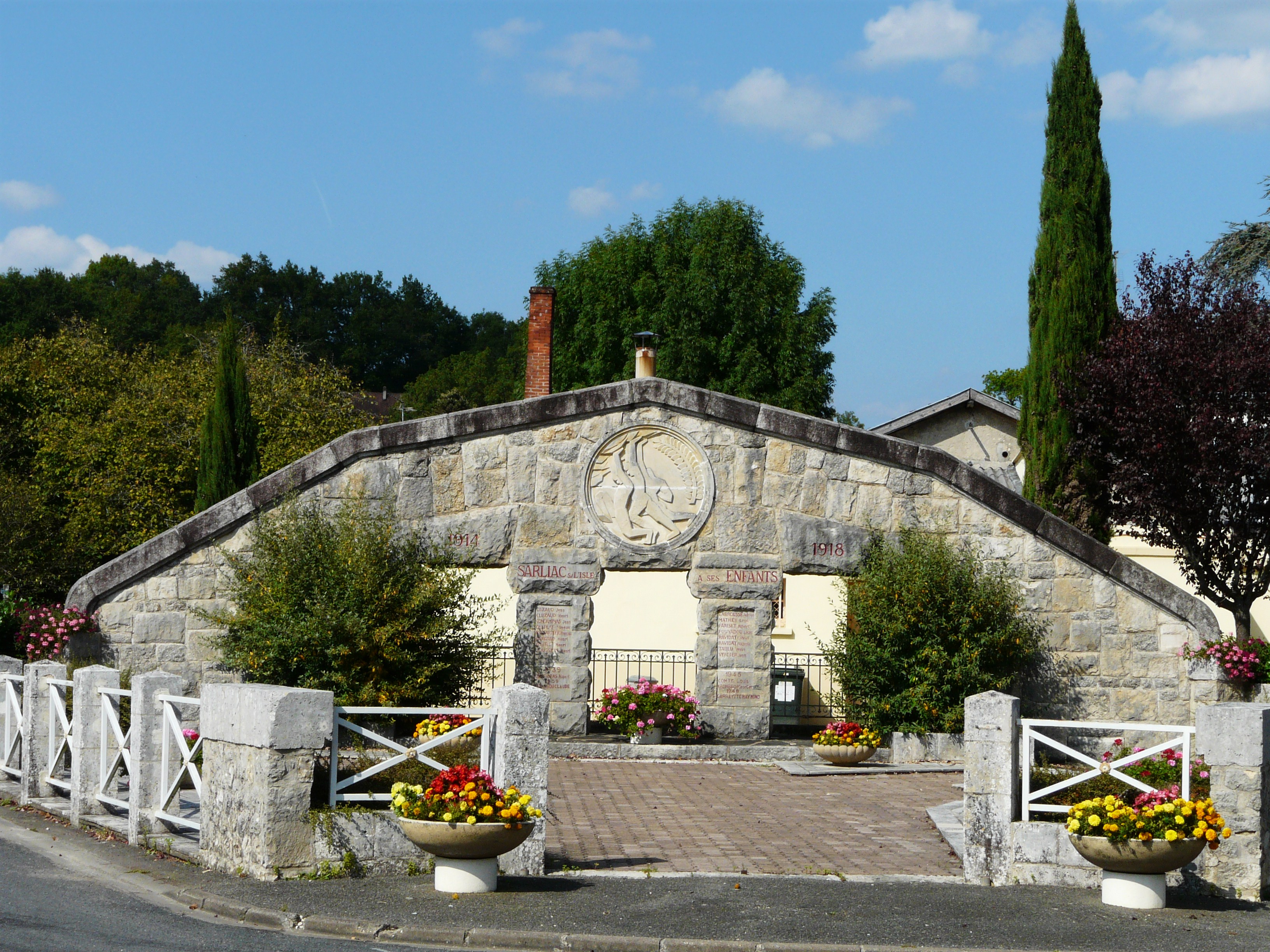
Le monument aux morts.

### Patrimoine religieux
- Église Saint-Jean Baptiste, XIe siècle au XVIIIe siècle, avec chœur roman et nef gothique[93].

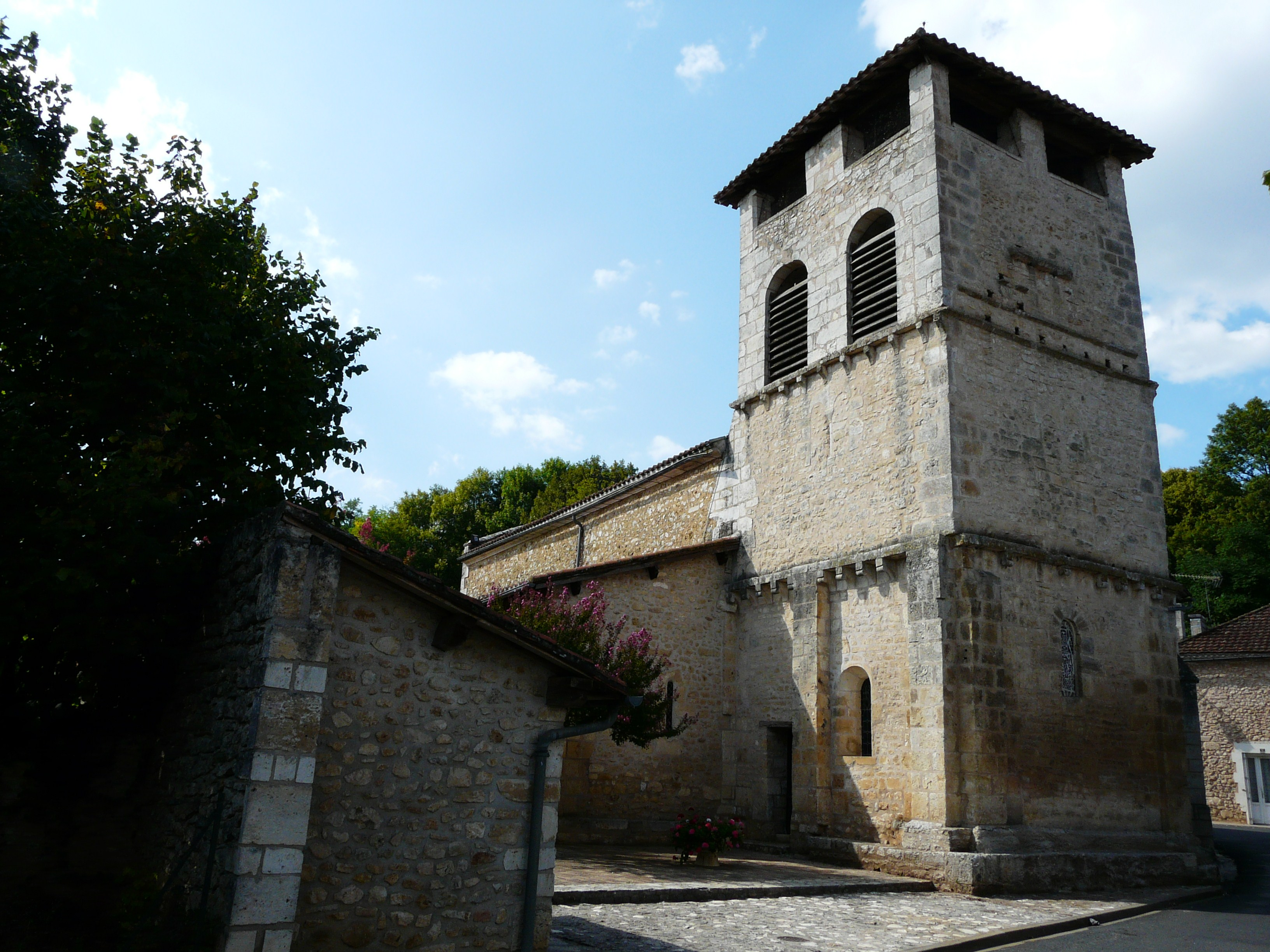
L'église Saint-Jean Baptiste.
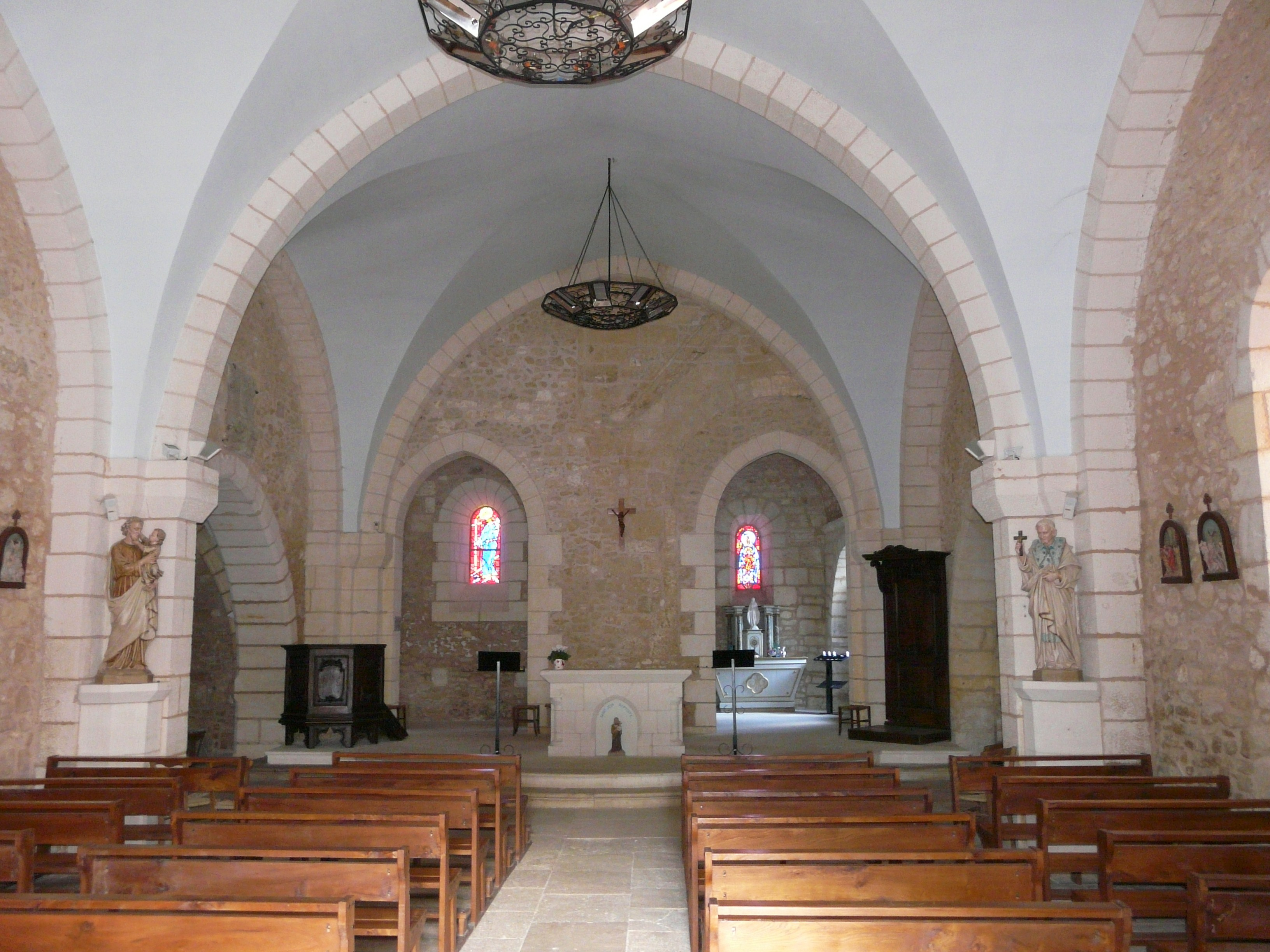
La nef.
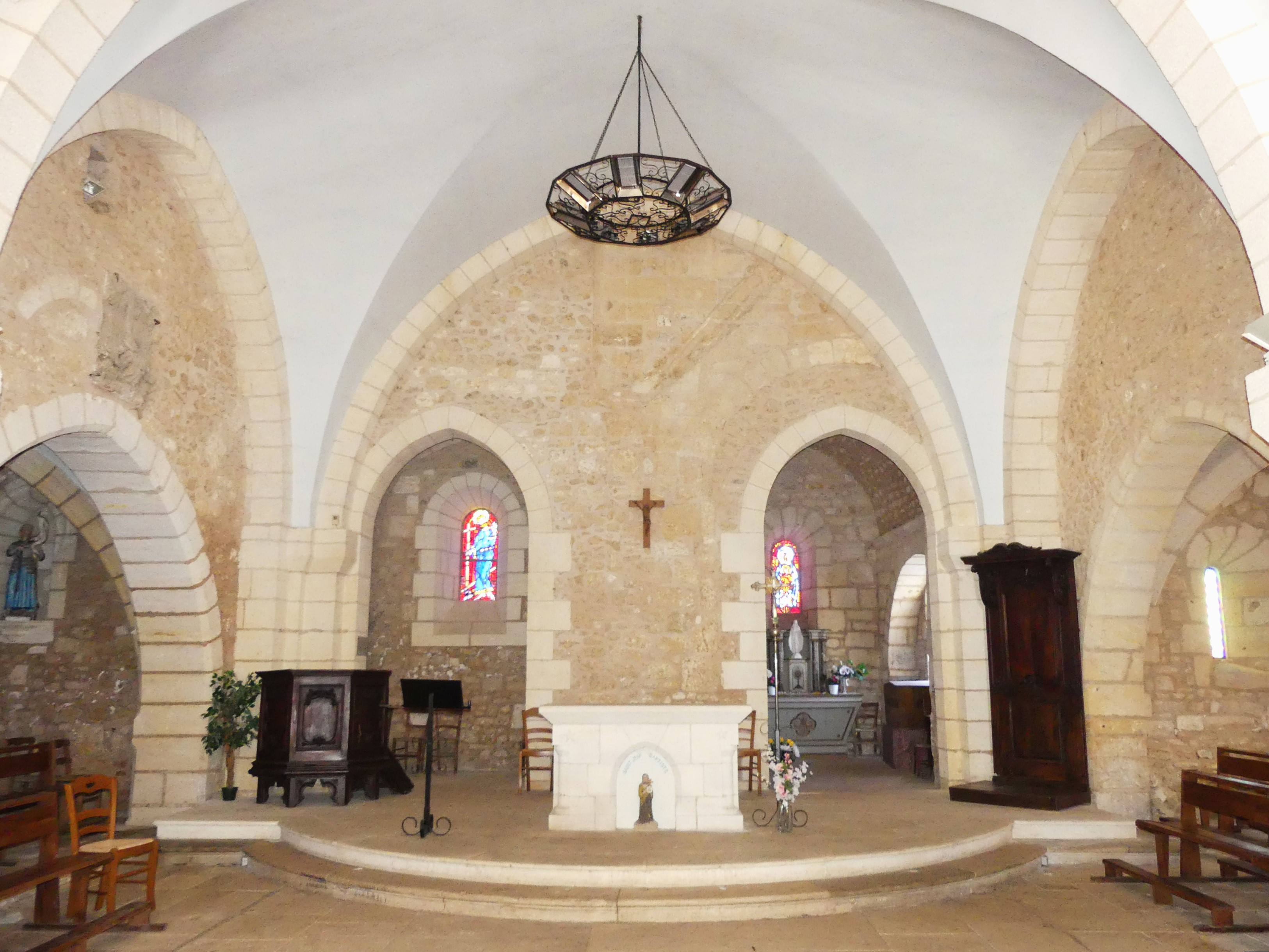
Le chœur, divisé en deux parties.
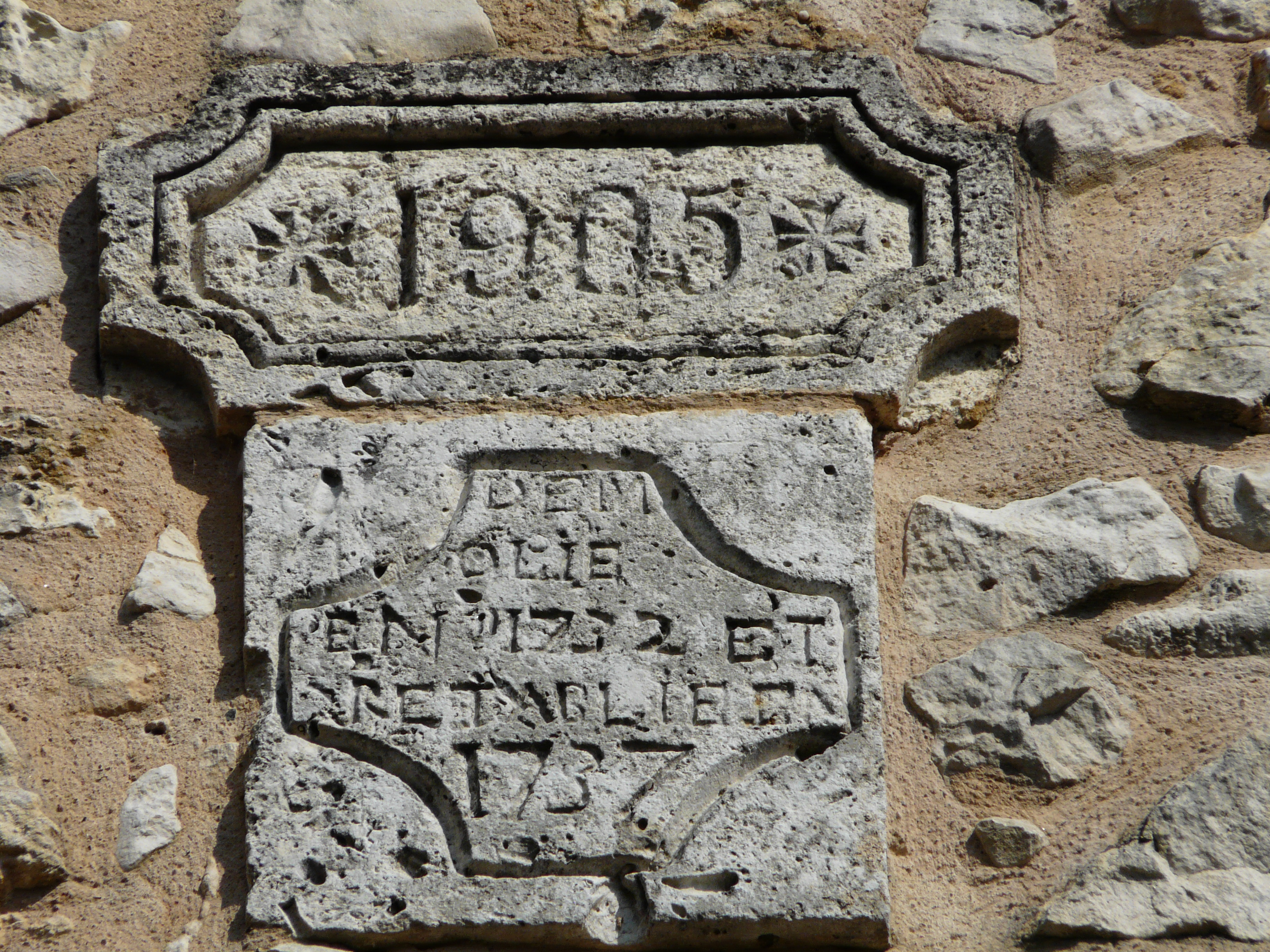
Dates gravées au-dessus du portail de l'église.
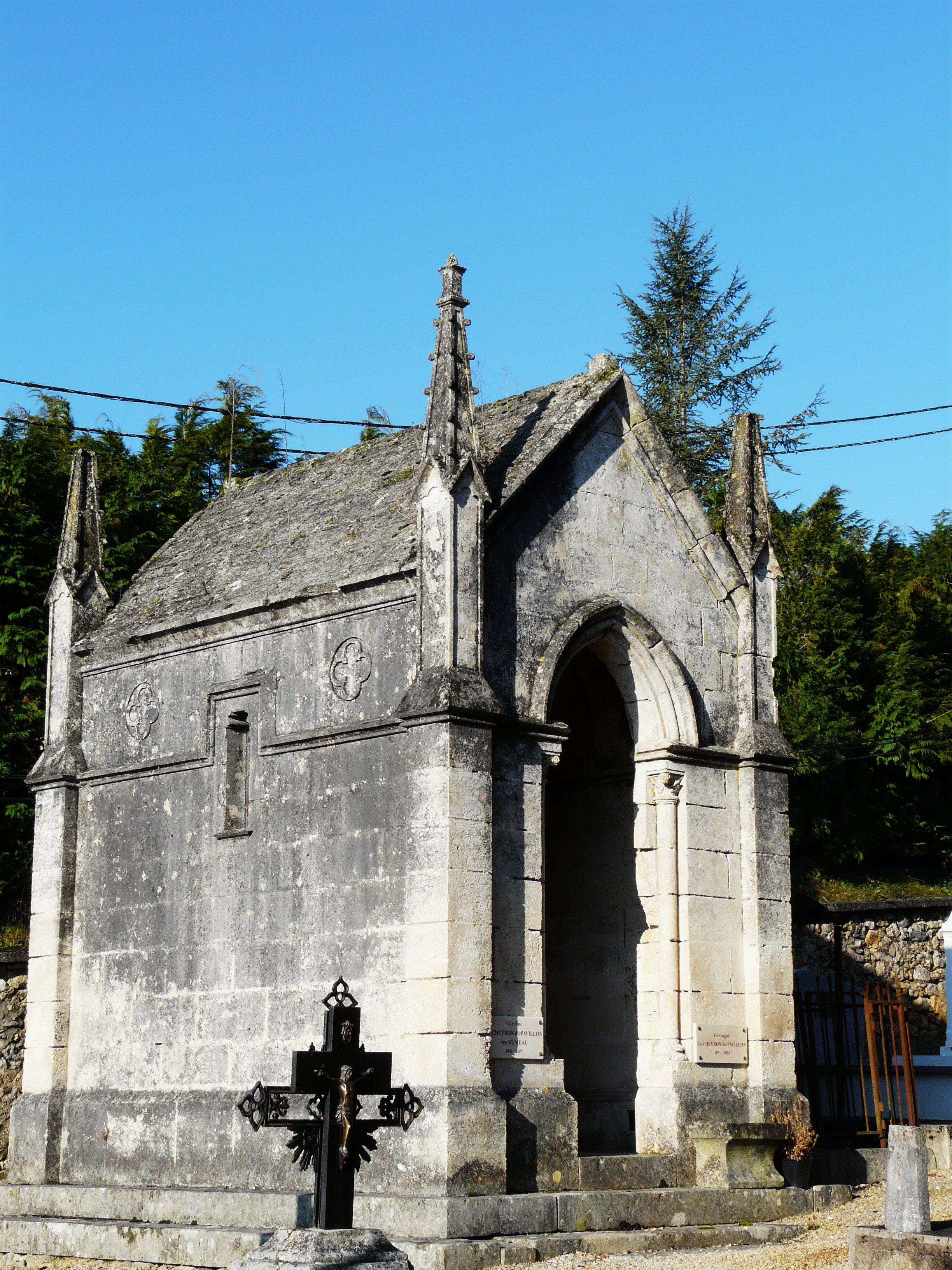
Dans le cimetière, chapelle funéraire de la famille du Cheyron du Pavillon.

### Personnalités liées à la commune
- Clément Cazaud, (1858-1949), maire de Sarliac-sur-l'Isle de 1919 à 1935, député de 1928 à 1932, est mort à Sarliac-sur-l'Isle.
- Marc Blancpain, (1909-2001), écrivain et journaliste, habitait sur la commune, au manoir de Grézignac[94].

## Pour approfondir